# Kanton Chaussin
Der Kanton Chaussin war bis 2015 ein französischer Wahlkreis im Département Jura und in der damaligen Region Franche-Comté. Er umfasste 17 Gemeinden im Arrondissement Dole; sein Hauptort (frz.: chef-lieu) war Chaussin. Die landesweiten Änderungen in der Zusammensetzung der Kantone brachten im März 2015 seine Auflösung. Vertreterin im conseil général des Départements war zuletzt von 2001 bis 2015 Chantal Torck.

## Gemeinden
- Asnans-Beauvoisin
- Balaiseaux
- Bretenières
- Chaînée-des-Coupis
- Chaussin
- Chêne-Bernard
- Le Deschaux
- Les Essards-Taignevaux
- Les Hays
- Gatey
- Neublans-Abergement
- Pleure
- Rahon
- Saint-Baraing
- Séligney
- Tassenières
- Villers-Robert